# Alfonso Calzolari
Alfonso Calzolari (30. april 1887 – 7. februar 1983) var en italiensk professionel landevejscykelrytter. Højdepunktet i hans karriere, kom da han vandt Giro d'Italia i 1914.
Calzolari blev født i Vergato.